# Ctenopelma fulvescens
Ctenopelma fulvescens là một loài tò vò trong họ Ichneumonidae.